# La Mort (Tourgueniev)
Pour les articles homonymes, voir La Mort (homonymie).
La Mort est une nouvelle d'Ivan Tourgueniev parue dans la revue russe Le Contemporain en 1848. La nouvelle fait partie du recueil Mémoires d'un chasseur et souligne la singularité de l'attitude des Russes devant la mort.

## Résumé
Le narrateur est chez son voisin Ardallion Mikhaïlytch : ils vont chasser ensemble près d’une chênaie en coupe. Au moment où ils arrivent dans la chênaie, un cri : Maxime, l’entrepreneur forestier vient d’être écrasé par un frêne, il est mourant. Selon lui, Dieu l’a puni pour avoir fait travailler ses hommes un dimanche. Il donne un dernier détail sur ses comptes, recommande à tous de donner sa part d’argent à sa femme et meurt.
Ce décès rappelle au chasseur un cas similaire : un paysan gravement brûlé qu'on avait étendu sur une paillasse chez lui. Tandis que sa famille vaquait à ses occupations, il attendait la mort en silence. Est-ce de l’indifférence ? Non, plutôt « un rite observé avec calme ».
Un autre cas, le meunier Basile Dmitrich arrive à l’hôpital de campagne. Il s’est fait une hernie il y a dix jours. C’est trop tard, la gangrène est là, il va mourir, pourtant, nulles lamentations. Le meunier décide de repartir mourir chez lui, ce qui advient trois jours plus tard.
Enfin, dans la même veine, le cas d’un ami avec qui il avait étudié. Pas très malin, il avait fini percepteur en province. Il est mort seul, délaissé de tous, mais sans se plaindre.

## Extraits
- « La curiosité enfantine de ce pauvre hère, mourant, délaissé, m'émut aux larmes. À l'encontre de tous les poitrinaires, Avenir ne se faisait aucune illusion sur son état ; pourtant, loin de gémir, de se lamenter, il ne fit par la moindre allusion au sort qui l'attendait... » »
- « Oui, vraiment les Russes ont une manière à eux de mourir.  »

## Édition française
- La Mort, traduit par Françoise Flamant, Éditions Gallimard, Bibliothèque de la Pléiade, 1981  (ISBN 978 2 07 010980 7).